# Otus megalotis
Otus megalotis là một loài chim trong họ Strigidae.